# Rosens navn (film)
 Der er for få eller ingen kildehenvisninger i denne artikel, hvilket er et problem. Du kan hjælpe ved at angive troværdige kilder til de påstande, som fremføres i artiklen.

Rosens navn (italiensk: Il nome della rosa, tysk: Der Name der Rose) er en italiensk-vesttysk-fransk filmatisering fra 1986 af Umberto Ecos succesroman af samme navn, instrueret af Jean-Jacques Annaud. Sean Connery spiller hovedrollen som franciskaner-munken William af Baskerville, der sammen med sin elev Adso af Melk, spillet af Christian Slater, forsøger at løse et dødsensfarligt mysterium i et middelalderligt kloster, beliggende i Norditalien tilhørende Benediktinerordenen.

## Medvirkende
- Sean Connery - (William af Baskerville)
- Christian Slater - (Adso af Melk)
- Helmut Qualtinger - (Remigio da Varagine)
- Elya Baskin - (Severinus)
- Michael Lonsdale - (Abbeden)
- Volker Prechtel - (Malachia)
- Feodor Chaliapin Jr. - (Jorge de Burgos)
- William Hickey - (Ubertino da Casale)
- Michael Habeck - (Berengar)
- Urs Althaus - (Venantius)
- Valentina Vargas - ("Pigen")
- Ron Perlman - (Salvatore)
- Leopoldo Trieste - (Michele da Cesena)
- Franco Valobra - (Jerome af Feodosija)
- Vernon Dobtcheff - (Hugh af Newcastle)
- Donald O'Brien - (Pietro d'Assisi)
- Andrew Birkin - (Cuthbert af Winchester)
- F. Murray Abraham - (Bernardo Gui)
- Lucien Bodard - (Kardinal Bertrand)
- Peter Berling - (Jean d'Anneaux)
- Pete Lancaster - (Biskop af Alborea)
- Dwight Weist - (Adsos stemme som gammel)